# Papuogryllacris leeuweni
Papuogryllacris leeuweni is een rechtvleugelig insect uit de familie Gryllacrididae. De wetenschappelijke naam van deze soort is voor het eerst geldig gepubliceerd in 1930 door Karny.